# Backflip!!
Backflip!! (japanisch バクテン!! Bakuten!!) ist eine Anime-Fernsehserie des Studios Zexcs aus dem Jahr 2021. Eine Adaption der Geschichte als Manga erscheint bereits seit Januar 2021. Sie erzählt von Oberschülern in einem Klub für Rhythmische Sportgymnastik, die mit zwei Neuzugängen erstmals vollzählig an Turnieren teilnehmen können und sich trotz ihrer erfolgversprechenden Leistungen in den Vorbereitungen erst zusammenraufen müssen.

## Handlung

### Fernsehserie
In der Mittelschule war Shōtarō Futaba (双葉翔太郎) im Baseball-Klub, wurde aber nie eingesetzt. Nach einem Turnier wird er zufällig Zeuge eines Wettkampfes in rhythmischer Sportgymnastik und ist sofort begeistert. So will er unbedingt auf die Oberschule, von der der Klub kommt, den er gesehen hat, und wechselt daher im nächsten Schuljahr zur Sōshūkan-Oberschule in Miyagi, auch Ao-Oberschule genannt. Dort ist er erst unsicher, traut sich aber schließlich doch, dem Schulklub für Sportgymnastik für Männer zu besuchen. Neben ihm ist auch Ryōya Misato (美里良夜) neu in die erste Klasse der Oberschule gekommen und dem Verein sofort beigetreten. Der distanzierte Junge hat großes Talent und war in der Mittelschule in Einzelwettkämpfen der Sportgymnastik erfolgreich. Nach einigen Probestunden ist auch Futabas Begeisterung ungebrochen und er tritt bei. Mit ihm sind es nun endlich sechs Mitglieder, sodass sie ohne Punktabzug an Gruppenwettkämpfen teilnehmen können.
Um ihren Zusammenhalt noch zu stärken, werden die neuen Mitglieder eingeladen, zu den anderen ins Wohnheim des Klubs zu ziehen. Futaba stimmt sofort zu, während Misato lieber zu Hause wohnen bleibt. Im Wohnheim, wo die Sportler auch gemeinsam kochen und viel Zeit miteinander verbringen, lernt Futaba seine älteren Mitschüler besser kennen. Er wohnt zusammen mit dem etwas grobschlächtigen Actionfilmfan Kōtarō Watari (亘理光太郎), der eine Klasse über ihm ist. Die anderen sind in der Abschlussklasse: Der Kapitän Masamune Shichigahama (七ヶ浜政宗) treibt die anderen stets zu Höchstleistungen an, aber das Erklären der Übungen für die Neulinge fällt ihm schwer. Er ist gut befreundet mit dem Vizekapitän Keisuke Tsukidate (築館敬助), ein ruhiger Typ mit einem Faible für Moos und Zierpflanzen. Auch der stets ausgelassene Idol-Fan Nagayoshi Onagawa (女川ながよし) gehört zu den drei Gründern des Klubs und fühlt sich durch Misatos Können bedroht, da eigentlich er das Ass des Teams werden wollte.
Der Verein wird geleitet von Shūsaku Shida (志田周作), unterstützt von der mit ihm verwandten Schülerin Asawo Kurikoma (栗駒あさを) als Managerin. Shida war früher selbst mit Sportgymnastik erfolgreich, schaute dabei aber auf die weniger talentierten Sportler herab. Nachdem er verletzt an einem Turnier teilgenommen hatte, musste er seine Karriere beenden und überdachte seine früheres Verhalten. Um junge Talente zu fördern, wurde er Trainer. Sein Können als Sportler war es auch, das Misato als Kind und später Shichigahama und Tsukidate zu dem Sport und der Klubgründung motivierte. Mit seiner Unterstützung kann Futaba schnell zu den anderen aufholen und zeigt sein Talent. Doch beim Training mit dem Team der Hakumei-Oberschule zeigt sich, dass die sechs noch viel zu tun haben. Der Klub ist der erfolgreichste der Region und stand an der Spitze des letzten japanweiten Wettkampfs. Bisher haben sie die ehrgeizige Ao-Oberschule jedoch respektiert, auch wenn der Kapitän der Hakumei und Shichigahama sich gewohnheitsmäßig streiten. Futaba lernt Mashiro kennen, das Ass der Hakumei, und ist von ihm inspiriert – auch wenn der andere auf die meisten Sportler nur herabschaut. Misato, der Mashiro von früher kennt, hält daher lieber Abstand zu ihm. Nach dem gemeinsamen Training zieht auch Misato ins Wohnheim, um die Zusammenarbeit zu verbessern. Beim Turnier der Präfektur können sie den zweiten Platz hinter der Hakumei belegen und ziehen damit ins Regionalturnier ein. Doch um ihr Ziel, die Landesmeisterschaft, zu erreichen, müssen sie noch besser werden. Trotz seines großen Talents hat Misato mit der Gruppenfigur zu kämpfen, da er wegen eines Fehlers aus seiner Kindheit Angst hat, Futaba dabei zu verletzen. Doch mit der Unterstützung seiner Kameraden kann er die Angst überwinden. Als der Tag der Regionalmeisterschaft gekommen ist, hat sich Futaba an der Hand verletzt. Nach einem Arztbesuch will er dennoch unbedingt teilnehmen, um sich seine und die Chance der anderen nicht entgehen zu lassen. Shida lässt ihm trotz aller Befürchtungen schließlich seinen Willen. Sie machen auch hier den zweiten Platz und können an der Landesmeisterschaft teilnehmen. Futaba übersteht die Teilnahme gut und kann gemeinsam mit seinen Freunden weiter Sportgymnastik betreiben.

### Film
Der Klub bereitet sich intensiv auf die Landesmeisterschaft vor. Die drei älteren Mitschüler werden im nächsten Jahr die Schule verlassen haben, es ist also ihre letzte Gelegenheit. Einen Profisport oder einen olympischen Wettbewerb für rhythmische Sportgymnastik gibt es nicht, und so werden sie wohl nach der Schule den Sport aufgeben. Also wollen sie bei dieser letzten Gelegenheit alles geben. Auch die jüngeren Schüler wollen sie unterstützen. Watari wird bewusst, dass er als ältester unter den Verbleibenden der nächste Teamkapitän wird und macht sich bereits große Sorgen. Zum Wettkampf treffen sie auch wieder auf die Hakumei, die gespannt ist, wie sich ihre Konkurrenten schlagen. Doch bei der Performance patzt Watari und die anderen können das nicht mehr ausgleichen. So landen sie auf dem letzten Platz. Alle sind enttäuscht. Die Älteren verlassen nun den Klub, um sich auf ihren Schulabschluss zu konzentrieren. Kurz darauf verkündet Shida, dass er die Schule verlässt, um in Tokio Trainer zu werden. Er will den Sport dort bekannter und beliebter machen, damit es in Zukunft auch eine Perspektive auf eine Profikarriere geben kann. Die Jungs im Klub teilen seinen Traum und möchten ihn unterstützen, aber vor allem Futaba ist enttäuscht, dass ihr Trainer sie verlässt. Und Watari ist zunehmend verzweifelt, weil er nicht weiß, wie der Klub so das nächste Jahr überleben soll. Doch er weiß auch nicht, wie er das ausdrücken soll, und überspielt seine Gefühle.
Da kommt das Angebot an den Klub, bei einem Kinderfest aufzutreten. Watari lehnt ab, da sie nur noch zu dritt sind. Als Futaba und Misato den Ort des Fests besuchen und von einem Grundschüler angesprochen werden, der sie unbedingt wieder auf der Matte sehen will, entscheiden sie sich um und melden sich für das Fest – einschließlich ihrer älteren Mitschüler. Die sind allesamt überrumpelt, stimmen aber schließlich zu. Sie wollen den Auftritt vor dem Trainer geheim halten, um ihn zum Abschied zu überraschend. Doch das Training läuft schlecht, da die drei älteren bereits außer Übung sind und die jüngeren von ihren Zukunftssorgen abgelenkt. Da ergreift erstmals Watari die Initiative und bittet in seiner Verzweiflung den Klub der Hakumei um Hilfe. Sie willigen ein und so veranstalten die beiden Klubs ein gemeinsames Trainingscamp über den Jahreswechsel, bei dem sich die Mitglieder der bisher eher feindseligen Teams gemeinsame Interessen finden miteinander anfreunden. Watari hat damit seine erste Entscheidung als Kapitän getroffen und kann wieder optimistischer in die Zukunft sehen. Beim Fest legen die Sechs einen gelungenen Auftritt hin, am Ende sogar zusammen mit der Hakumei, und verabschieden sich von ihrem gerührten Trainer.

## Produktion und Veröffentlichung
Die Animeserie entstand nach einem Konzept von Toshizo Nemoto beim Studio Zexcs. Regie führte Seishirō Nagaya sowie unter ihm Toshimasa Kuroyanagi. Das Charakterdesign stammt von Robico und Yuka Shibata, die künstlerische Leitung lag bei Yuka Hirama. Die Animationsarbeiten wurden geleitet von Aya Nakanishi und Yuka Shibata, für die Computeranimationen war Shūji Shinoda verantwortlich. Die Kameraführung lag bei Ryō Itō und Takahiro Hondai und Tonregie führte Yukio Nagasaki. Im November 2020 wurde der Anime erstmals angekündigt. Die 12 je 25 Minuten langen Folgen wurden vom 9. April bis zum 25. Juni 2021 vom Sender Fuji TV in dessen Programmblock noitaminA erstmals ausgestrahlt. International erfolgte parallel eine Veröffentlichung per Streaming über die Plattform Crunchyroll, unter anderem mit deutschen und englischen Untertiteln.
Eine Umsetzung als Kinofilm wurde im Januar 2022 angekündigt. Er wurde vom gleichen Team produziert wie die Serie, jedoch nur mit Toshimasa Kuroyanagi als Regisseur und anderen Produzenten, und setzt deren Handlung fort. Er kam am 2. Juli 2022 in Japan in die Kinos. Am 12. Mai 2023 wurde der Anime von Crunchyroll online zugänglich gemacht, mit Untertiteln unter anderem auf Deutsch und Englisch.

### Synchronisation
| Rolle                 | japanischer Sprecher (Seiyū) |
| --------------------- | ---------------------------- |
| Shōtarō Futaba        | Shimba Tsuchiya              |
| Ryōya Misato          | Kaito Ishikawa               |
| Masamune Shichigahama | Daisuke Ono                  |
| Keisuke Tsukidate     | Takashi Kondo                |
| Nagayoshi Onagawa     | Hiro Shimono                 |
| Kōtarō Watari         | Hiroshi Kamiya               |

### Musik
Die Musik der Serie komponierte Yuki Hayashi. Die Band Centimillimental steuerte das Vorspannlied Seishun no Enbu bei, während der Abspanntitel Anata ga Iru von wacci stammt.

## Manga
Eine Adaption der Geschichte als Manga startete bereits vor der Fernsehserie im Januar 2021 im Magazin Dessert bei Kodansha. Sie wird geschaffen von Kei Sakuraba und soll im September 2021 abgeschlossen sein. Bisher erschien auch ein Sammelband.